# Minnesota Vikings 1966
La stagione NFL 1966 fu la 6ª per i Minnesota Vikings nella Lega.

## Scelte nel Draft 1966
| Draft NFL 1966   |                  |                  |                                        |                                        |                                        |                                        |
| Ordine del Draft | Ordine del Draft | Ordine del Draft | Giocatore                              | Ruolo                                  | College                                | Note                                   |
| Giro             | Scelta           | Generale         | Giocatore                              | Ruolo                                  | College                                | Note                                   |
| 1                | 6                | 6                | Jerry Shay                             | Defensive tackle                       | Purdue                                 |                                        |
| 2                | 11               | 27               | Jim Lindsey                            | Running back                           | Arkansas                               |                                        |
| 3                | 10               | 42               | Don Hansen                             | Linebacker                             | Illinois                               |                                        |
| 4                | 9                | 57               | Ron Acks                               | Defensive back                         | Illinois                               |                                        |
| 5                | 8                | 72               | Doug Davis                             | Offensive tackle                       | Kentucky                               |                                        |
| 5                | 12               | 76               | Bob Hall                               | Defensive back                         | Brown                                  | dai Bears[a]                           |
| 6                | 3                | 83               | Wilbur Aylor                           | Offensive tackle                       | Southwest Texas State                  | dagli Steelers via Giants[b]           |
| 6                | 7                | 87               | Scambiata con i Detroit Lions[c]       | Scambiata con i Detroit Lions[c]       | Scambiata con i Detroit Lions[c]       | Scambiata con i Detroit Lions[c]       |
| 7                | 11               | 106              | Bob Meers                              | Defensive end                          | Massachusetts                          |                                        |
| 8                | 10               | 120              | Scambiata con i Baltimore Colts[d]     | Scambiata con i Baltimore Colts[d]     | Scambiata con i Baltimore Colts[d]     | Scambiata con i Baltimore Colts[d]     |
| 9                | 9                | 134              | Ron Green                              | Flanker                                | North Dakota                           |                                        |
| 10               | 8                | 148              | Scambiata con i Detroit Lions[e]       | Scambiata con i Detroit Lions[e]       | Scambiata con i Detroit Lions[e]       | Scambiata con i Detroit Lions[e]       |
| 11               | 7                | 162              | Stan Quintana                          | Defensive back                         | New Mexico                             |                                        |
| 12               | 11               | 181              | Bob Petrella                           | Defensive back                         | Tennessee                              |                                        |
| 13               | 10               | 195              | Larry Martin                           | Offensive tackle                       | San Diego State                        |                                        |
| 14               | 9                | 209              | Howard Twilley                         | Wide receiver                          | Tulsa                                  |                                        |
| 15               | 8                | 223              | Hugh Wright                            | Running back                           | Adams State                            |                                        |
| 16               | 7                | 237              | Jim Williams                           | Defensive end                          | Arkansas                               |                                        |
| 17               | 11               | 256              | Monroe Beard                           | Running back                           | Virginia Union                         |                                        |
| 18               | 10               | 270              | Dale Greco                             | Defensive tackle                       | Illinois                               |                                        |
| 19               | 9                | 284              | Jesse Stokes                           | Running back                           | Corpus Christi State                   |                                        |
| 20               | 8                | 298              | Scambiata con i Philadelphia Eagles[f] | Scambiata con i Philadelphia Eagles[f] | Scambiata con i Philadelphia Eagles[f] | Scambiata con i Philadelphia Eagles[f] |

Note:
- [a] I Bears scambiarono la loro scelta nel 5º giro (76ª assoluta) con i Vikings in cambio dell'OG Palmer Pyle.
- [b] I Giants scambiarono la loro scelta nel 6º giro (83ª assoluta), ottenuta dagli Steelers, con i Vikings in cambio del LB Bill Swain.
- [c] I Vikings scambiarono la loro scelta nel 6º giro (87ª assoluta) e la loro scelta nel 7º giro (92ª assoluta) al Draft NFL 1965 con i Lions in cambio del DT Mike Bundra e del DE Larry Vargo.
- [d] I Vikings scambiarono la loro scelta nell'8º giro (120ª assoluta) ed il LB John Campbell con i Colts in cambio dell'OT Larry Kramer.
- [e] I Vikings scambiarono la loro scelta nel 10º giro (148ª assoluta) con i Lions in cambio del DB Gary Lowe.
- [f] I Vikings scambiarono la loro scelta nel 20º giro (298ª assoluta) con gli Eagles in cambio dell'HB Billy Ray Barnes.

## Partite

### Stagione regolare
| Calendario |              |                       |           |                               |            |        |
| Settimana  | Data         | Avversario            | Risultato | Stadio                        | Spettatori | Record |
| 1          | 11 settembre | @ San Francisco 49ers | N 20-20   | Kezar Stadium                 | 29.312     | 0-0-1  |
| 2          | 18 settembre | Baltimore Colts       | P 38-23   | Metropolitan Stadium          | 47.426     | 0-1-1  |
| 3          | 25 settembre | @ Dallas Cowboys      | P 28-17   | Cotton Bowl                   | 64.116     | 0-2-1  |
| 4          | 2 ottobre    | Chicago Bears         | P 13-10   | Metropolitan Stadium          | 47.426     | 0-3-1  |
| 5          | Riposo       | Riposo                | Riposo    | Riposo                        | Riposo     | Riposo |
| 6          | 16 ottobre   | Los Angeles Rams      | V 35-7    | Metropolitan Stadium          | 47.426     | 1-3-1  |
| 7          | 23 ottobre   | @ Baltimore Colts     | P 20-17   | Memorial Stadium              | 60.238     | 1-4-1  |
| 8          | 30 ottobre   | San Francisco 49ers   | V 28-3    | Metropolitan Stadium          | 45.077     | 2-4-1  |
| 9          | 6 novembre   | @ Green Bay Packers   | V 20-17   | Lambeau Field                 | 50.861     | 3-4-1  |
| 10         | 13 novembre  | Detroit Lions         | P 32-31   | Metropolitan Stadium          | 43.939     | 3-5-1  |
| 11         | 20 novembre  | @ Los Angeles Rams    | P 21-6    | Los Angeles Memorial Coliseum | 38.775     | 3-6-1  |
| 12         | 27 novembre  | Green Bay Packers     | P 28-16   | Metropolitan Stadium          | 47.426     | 3-7-1  |
| 13         | 4 dicembre   | Atlanta Falcons       | P 20-13   | Metropolitan Stadium          | 37.117     | 3-8-1  |
| 14         | 11 dicembre  | @ Detroit Lions       | V 28-16   | Tiger Stadium                 | 43.022     | 4-8-1  |
| 15         | 18 dicembre  | @ Chicago Bears       | P 41-28   | Wrigley Field                 | 45.191     | 4-9-1  |

| Classifica finale della NFL Western Division 1966                                                                        | Classifica finale della NFL Western Division 1966 | Classifica finale della NFL Western Division 1966 | Classifica finale della NFL Western Division 1966 | Classifica finale della NFL Western Division 1966 | Classifica finale della NFL Western Division 1966 | Classifica finale della NFL Western Division 1966 | Classifica finale della NFL Western Division 1966 |
| | V                                                 | P                                                 | N                                                 | PCT                                               | PR                                                | PS                                                | STK                                               |
| --- | ------------------------------------------------- | ------------------------------------------------- | ------------------------------------------------- | ------------------------------------------------- | ------------------------------------------------- | ------------------------------------------------- | ------------------------------------------------- |
| Green Bay Packers | 12                                                | 2                                                 | 0                                                 | .857                                              | 335                                               | 163                                               | V-5                                               |
| Baltimore Colts | 9                                                 | 5                                                 | 0                                                 | .643                                              | 314                                               | 226                                               | V-1                                               |
| Los Angeles Rams | 8                                                 | 6                                                 | 0                                                 | .571                                              | 289                                               | 212                                               | P-1                                               |
| San Francisco 49ers | 6                                                 | 6                                                 | 2                                                 | .500                                              | 320                                               | 325                                               | P-1                                               |
| Chicago Bears | 5                                                 | 7                                                 | 2                                                 | .417                                              | 234                                               | 272                                               | V-1                                               |
| Detroit Lions | 4                                                 | 9                                                 | 1                                                 | .308                                              | 206                                               | 317                                               | P-3                                               |
| Minnesota Vikings | 4                                                 | 9                                                 | 1                                                 | .308                                              | 206                                               | 304                                               | P-1                                               |
| Legenda: V = Vittorie, P = Sconfitte, N = Pareggi, PCT= Percentuale di vittoria, PR= Punti realizzati, PS = Punti Subiti |                                                   |                                                   |                                                   |                                                   |                                                   |                                                   |                                                   |